# Úton hozzád
Az Úton hozzád (eredeti cím: Bleeding Love) 2023-ban bemutatott amerikai filmdráma, amelyet elsőfilmes rendezőként Emma Westenberg rendezett. A forgatókönyvet Ruby Caster, Clara McGregor és Vera Bulder története alapján Caster írta. A főbb szerepekben Clara McGregor és Ewan McGregor látható.
Világpremierje 2023. március 11-én volt a South by Southwest rendezvényen You Sing Loud, I Sing Louder címmel, majd 2024. február 16-án mutatta be a Vertical Entertainment. Magyarországon 2025. június 15-én a FilmBox Premium mutatta be.

## Cselekmény
Miután túladagolta magát benzodiazepinekkel és opioidokkal, egy fiatal lányt az apja elvisz a kórházból. Együtt indulnak útnak. Az apa egykori függőként túl kevés figyelmet fordított a lányára gyermekkorában. Most megpróbálja elnyerni a lány bizalmát és újraépíteni kapcsolatukat.

## Szereplők
| Szerep | Színész                   | Magyar hang      |
| ------ | ------------------------- | ---------------- |
| Lány   | Clara McGregor            | Laudon Andrea    |
| Lány   | Devyn McDowell (fiatalon) |                  |
| Apa    | Ewan McGregor             | Debreczeny Csaba |
| Elsie  | Kim Zimmer                |                  |
| Kip    | Jake Weary                | Potocsny Andor   |
| Tommy  | Vera Bulder               | Lamboni Anna     |
| Amos   | Willard Runsabove         | Kajtár Róbert    |
| Eli    | Travis Hammer             | Gacsal Ádám      |

### Magyar változat
- Magyar szöveg: Vándor Lina Kata
- Hangmérnök és vágó: Papp Zoltán István
- Gyártásvezető: Gaál Erika
- Szinkronrendező: Tarján Péter
- Produkciós vezető: Legény Judit

A szinkront a Laborfilm Szinkronstúdió készítette el.

## A film készítése
Christine Vachon készítette a filmet. Clara McGregor volt a producer, valamint Ruby Caster és Vera Bulder mellett ő írta a történetet is. A történet ötlete McGregorék saját apa-lánya kapcsolatának egyes aspektusaiból származik. Ewan McGregor a Deadline Hollywoodnak azt nyilatkozta, hogy a film „lehet nagyon meta, de mégis határozottan fikciós mű és egyáltalán nem életrajzi.... Nem állítom, hogy ez az egész önéletrajzi, de ott voltunk, apát és lányt játszottunk, és mi vagyunk azok.”
A forgatásra 2021 végén került sor, ami 22 napig tartott Új-Mexikóban.

## Bemutató
A film eredeti címe You Sing Loud, I Sing Louder volt, a premierjét a 2023-as South by Southwest Film & TV Fesztiválon tartották a texasi Austinban, 2023. március 11-én.  2023 decemberében a Vertical Entertainment megvásárolta a film forgalmazási jogait, amelynek új címe Bleeding Love lett, és 2024. február 16-ra tűzte ki bemutatóját az Amerikai Egyesült Államokban. Az Egyesült Királyságban az Icon Film Distribution forgalmazásában 2024. március 29-én jelent meg.

## Fogadtatás
A Rotten Tomatoes weboldalon 56%-os értékelést kapott 48 kritika alapján, az átlagértékelése 5,5 pont a 10-ből. Az oldal szöveges összefoglalója szerint: „Az Úton hozzád Ewan és Clara McGregor határozott játékából profitál, bár erőfeszítéseiket némileg aláássa a nem túl meggyőző forgatókönyv.” A Metacritic oldalán 100-ból 40 pontot kapott 10 kritika alapján, ami „vegyes vagy átlagos” értékelést jelent.
Wendy Ide, a The Observer munkatársa 2/5 csillagot adott, és azt írta: „A két McGregor tisztességes alakítása nem tud sok (alkoholos vagy más jellegű) szellemet lehelni a film kedvetlen és általános forgatókönyvébe”. Kevin Maher a The Times-tól szintén 2/5 csillagot adott a filmre, és a következőket írta: „A párkapcsolati dinamikát talán valós élmények ihlették, de a képernyőn hamisnak tűnnek. Nincs drámai feszültség, főhőseink sokat nyafognak, és a legjobb esetben is úgy tűnnek, mint két szolipszista idióta, akik a sivatagban autózva siránkoznak a gyereknevelésről„.”
Tim Grierson, a Screen Daily munkatársa szerint McGregorék „időjárásfüggő hitelességet visznek ebbe a történetbe, majd hozzátette: Emma Westenberg rendező szelíd, szomorúsággal és megbánással átszőtt karaktertanulmányt készített, de a kép csendesen megindító pillanatai ellenére az eljárás konvencionális jellege végül túlárad a forgatókönyv szerény meglátásain.”